# 下松市立花岡小学校
下松市立花岡小学校（くだまつしりつ はなおかしょうがっこう）は、山口県下松市末武上にある公立小学校。

## 沿革
- 1872年 - 3月、集成舎として創立。6月、第一番小学校と改称。
- 1873年 - 花岡小学校と改称。
- 1881年 - 末武北村立花岡小学校となる。
- 1929年 - 末武北村が花岡村に改称したことに伴い花岡村立花岡尋常高等小学校と改称。
- 1939年 - 4町村の合併による下松市の成立により下松市立花岡尋常高等小学校と改称。
- 1941年 - 国民学校令により下松市立花岡国民学校と改称。
- 1947年 - 学制改革に伴い下松市立花岡小学校と改称。
- 1947年 - 特別学校給食開始。
- 1948年 - 花岡小学校PTA発足。
- 1951年 - 創立80周年にあわせ校歌制定。藤尾桂一作詞、弘中策作曲。
- 1971年 - 創立100周年記念にあわせ花岡郷土資料館が落成。
- 1979年 - 第1校舎鉄筋3階建新築落成。
- 1981年 - 屋内運動場が新築落成。
- 1986年 - 中国山東省の教育視察団が来校する。
- 2006年 - 本館新校舎が完成。

## 交通
- 西日本旅客鉄道（JR西日本）岩徳線周防花岡駅より徒歩12分。